# Lammassaari (ö i Mellersta Finland, Jyväskylä)
Lammassaari är en ö i Finland. Den ligger i sjön Luonetjärvi och i kommunen Jyväskylä i den ekonomiska regionen  Jyväskylä  och landskapet Mellersta Finland, i den centrala delen av landet, 250 km norr om huvudstaden Helsingfors. Öns area är 0,8 hektar och dess största längd är 200 meter i nord-sydlig riktning.